# USS Paul Ignatius (DDG-117)
O USS Paul Ignatius é um contratorpedeiro operado pela Marinha dos Estados Unidos. A embarcação pertence a Classe Arleigh Burk de contratorpedeiros de mísseis guiados (DDGS). O navio é o segundo dos oito navios planejados da Flight IIA da classe. 
Foi lançado em 12 de novembro de 2016, e foi batizado em 8 de abril de 2017.  O navio foi comissionado em 27 de julho de 2019 em Port Everglades em Fort Lauderdale, Flórida. A madrinha da embarcação seria a esposa de Ignatius, Nancy, antes de sua morte e essa função foi assumida por sua neta, Dra. Elisa Ignatuis. O Paul Ignatius é baseado em Rota, Espanha. 

## Nome
Ele recebeu o nome de Paul Ignatius, que serviu como Secretário da Marinha dos Estados Unidos sob o mandato do presidente Lyndon Johnson de 1967 a 1969. Ele também já havia servido como tenente da Marinha durante a Segunda Guerra Mundial. 

## Histórico operacional
O USS Paul Ignatius (DDG-117) foi lançado em 12 de novembro de 2016, e foi batizado em 8 de abril de 2017. Sendo comissionado em 27 de julho de 2019 em Port Everglades em Fort Lauderdale, Flórida.
No dia 28 de abril de 2022, partiu de Mayport, Flórida, para uma patrulha na área de operações da Sexta Frota dos EUA e uma mudança de porto. Chegando em sua nova base no dia 17 de junho de 2022, em Rota, Espanha.
Seu Phalanx CIWS foi movido para a montagem dianteira e ela recebeu o sistema de armas aproximado SeaRAM em sua montagem traseira.
Em outubro de 2022, o navio conduziu uma patrulha no Mar Báltico.  Ele passou pela área no Mar Báltico onde os gasodutos Nord Stream foram sabotados. De acordo com a mídia dinamarquesa, o contratorpedeiro ajudou a "guardar a cena do crime", patrulhando o local. 